# جبر تبادلي

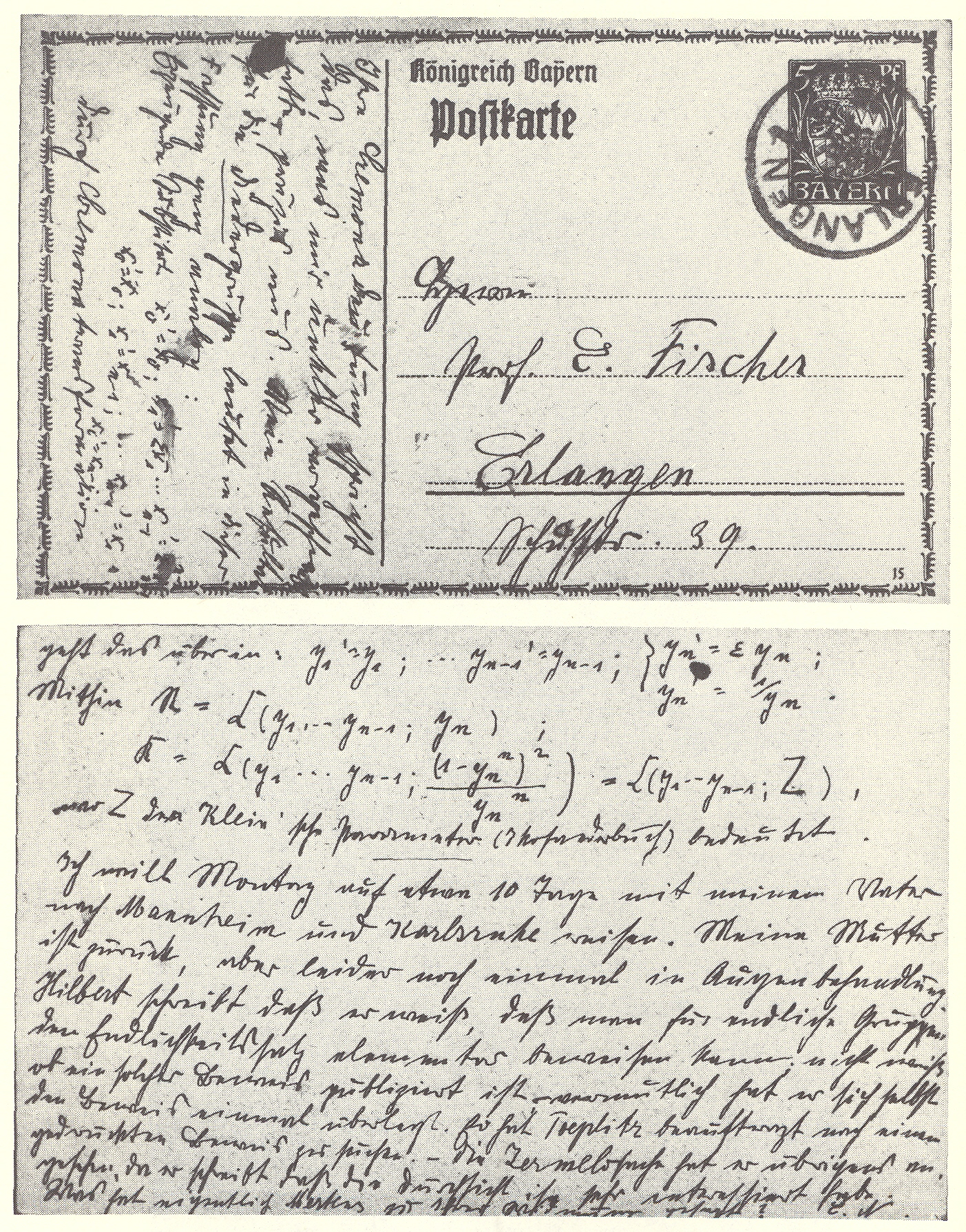

الجبر التبادلي هو فرع من الجبر التجريدي يدرس الحلقات التبادلية.
تعرف دراسة الحلقات التي لا تكون بالضرورة تبادلية باسم الجبر غير التبادلي.